# Fugloyarfjørður
Fugloyarfjørður är ett sund i Färöarna (Kungariket Danmark).   Det ligger i sýslan Norðoyar, i den nordöstra delen av landet, 40 km nordost om huvudstaden Torshamn. Sundet skiljer öarna Svínoy och Fugloy från varandra.